# بیوکانان (جورجیا)
بیوکانان (به انگلیسی: Buchanan, Georgia) یک شهر در ایالات متحده آمریکا با جمعیت ۹۴۱ نفر است که در جورجیا واقع شده‌است.

## موقعیت جغرافیایی
موقعیت جغرافیایی شهرها و مناطق اطراف به شرح زیر است: